# Aleksander Frączkiewicz
Aleksander Frączkiewicz (* 8. Dezember 1910 in Bereschany; † 28. Februar 1994 in Krakau) war ein polnischer Musikwissenschaftler und -pädagoge.
Frączkiewicz studierte Klavier und Komposition am Konservatorium von Lemberg. Ein Studium der Philosophie und Musikwissenschaft an der Jagiellonen-Universität schloss er 1947 mit dem Doktorgrad ab. Titel der Dissertation war Polski koncert fortepianowy po Chopinie (Das polnische Klavierkonzert nach Chopin). An der Musikakademie Krakau und an der Jagiellonen-Universität unterrichtete er von 1936 bis 1939 und ab 1946 Musiktheorie und -geschichte. Er ist Autor mehrerer musikwissenschaftlicher Bücher, darunter Zasad modulacji (Regeln der Modulation, mit Maria Fieldorf), Formy Muzyczne (Musikalische Formen, mit Franciszek  Skołyszewski) und Muzyka kameralna na pograniczu baroku i klasycyzmu (Kammermusik an der Grenze von Barock und Klassik). 

## Quelle
- Norodowy Institut Fryderyka Chopina – Aleksander Frączkiewicz

| Personendaten    | Personendaten                                 |
| ---------------- | --------------------------------------------- |
| NAME             | Frączkiewicz, Aleksander                      |
| KURZBESCHREIBUNG | polnischer Musikwissenschaftler und -pädagoge |
| GEBURTSDATUM     | 8. Dezember 1910                              |
| GEBURTSORT       | Bereschany                                    |
| STERBEDATUM      | 28. Februar 1994                              |
| STERBEORT        | Krakau                                        |